# Edvinas Gertmonas
Edvinas Gertmonas (* 1. června 1996 Šilalė, Litva) je litevský fotbalový brankář a reprezentant, hráč klubu Stade Rennais FC (platné k listopadu 2016).

## Klubová kariéra
- Nacionalinė futbolo akademija (mládež)
- FK Tauras Tauragė 2013
- FK Atlantas 2014
- Stade Rennais FC 2015–
- →  FK Atlantas (hostování) 2015
- FK Žalgiris Vilnius 2019–2023
- Universitatea Cluj 2024–

## Reprezentační kariéra
Gertmonas nastupoval za litevské mládežnické reprezentace U17, U19 a U21.
V A-mužstvu Litvy debutoval 8. 6. 2015 v přátelském utkání v Attardu proti reprezentaci Malty (prohra 0:2).